# Leo Chance
Leo Alphons Ignatius Chance (Saba, 8 november 1932) is een voormalig Nederlands-Antilliaans politicus, die zowel op Aruba als op Sint Maarten politiek actief was. In de periode 1969-1994 trad hij achtereenvolgens aan als minister van Verkeer en Vervoer, Justitie, Ontwikkelingssamenwerking, Arbeid en Sociale zaken in verschillende Antilliaanse kabinetten.

## Opleiding
Leo Chance doorliep de ULO op Sint Maarten en vervolgde zijn opleiding aan de Zeevaartschool, waar hij zijn kapiteinspapieren haalde. 

## Professionele loopbaan

#### Kapitein
Hij vertrok als jongeman naar Aruba en was jarenlang werkzaam bij de Lago Oil & Transport Co. Ltd. Hij was kapitein van de Esso San Nicolas en de Esso Oranjestad. Hierna ging hij over in overheidsdienst als kapitein van de sleepboot "Arikok". Later vervulde hij de functie van havenmeester op Sint Maarten. Na een lange periode waarin hij verschillende politieke functies bekleedde, vestigde hij zich weer als sleepbootkapitein op de Bovenwindse Eilanden. In 1972 werd een aanlegsteiger op Saba naar hem genoemd.

#### Politieke functies
In 1950 werd Chance lid van de Partido Patriotico Arubano (PPA) en was hij een van de oprichters van de "Bovenwindse Sectie" binnen de partij. In de jaren 70 en 80 was hij nauw verbonden met de Demokratische Partij Sint Maarten (DP). Van 1975 tot 1977 was hij PPA-partijvoorzitter. In de gloriejaren van de partij was hij een grote stemmentrekker, vooral in San Nicolas. Hij was gedeputeerde van Aruba van mei 1959 tot en met 1967. In 1966 werd hij met voorkeursstemmen gekozen werd tot lid van de Staten van de Nederlandse Antillen. Hij was minister van Verkeer en Vervoer van 1969 tot 1977 tijdens de kabinetten Petronia, Isa-Beaujon-Isa en Evertsz. Chance was naast minister ook vice-premier in het kabinet Evertsz. Vanuit die hoedanigheid trad hij enkele dagen op als waarnemend premier na het aftreden van Evertsz op 29 september 1977 tot aan de benoeming van Lucina da Costa Gomez op 4 oktober 1977.
Chance werd minister van Justitie in het kabinet Rozendal (1977-1979). Daarna trad hij aan als minister in vier opeenvolgende kabinetten. In het kabinet Martina-II en Martina-III als minister van Ontwikkelingssamenwerking. In het kabinet Liberia-Peters-I als minister van Arbeid en Sociale Zaken. In het kabinet Martina-IV bekleedde hij de posten Justitie en Verkeer en Vervoer. Op 1 oktober 1987 trad hij af na een conflict met Claude Wathey, de leider van de Demokratische Partij op Sint Maarten, die Chance had voorgedragen als minister.
Begin 1990 is Chance medeoprichter van de Sint Maarten Patriotic Alliance (SPA) en werd in 1993 gekozen tot partijvoorzitter. Namens de partij werd hij op 26 september 1991 lid van de Staten van de Nederlandse Antillen. Van 1993 tot 1994 was hij in het kabinet Paula minister van Verkeer en Vervoer, voorgedragen door de blok van drie bovenwindse partijen: SPA, DP Statia en WIPM. In dit kabinet fungeerde hij ook als vicepremier.

## Privéleven
Leo Chance is weduwnaar van Eulalie Mingo, waarmee hij vier kinderen heeft. In 1994 huwde hij opnieuw met Sybil Vicario.

## Onderscheidingen
- Spanje: Onderscheiden met de Orde van Francisco de Miranda

- Nederland: Commandeur in de Orde van de Nederlandse Leeuw

- Venezuela: Ereburger van de stad Medellin, Colombia, 1972

- Verenigde Staten: Ereburger van de stad Louisville, 1979[2]